# Rudolec
Rudolec es una localidad del distrito de Žďár nad Sázavou, en la región de Vysočina, República Checa. Tiene una población estimada, a principios del año 2021, de 211 habitantes.
Está ubicada al noreste de la región, cerca del nacimiento del río Sázava —un afluente derecho del río Moldava— y de la frontera con las regiones de Moravia Meridional y Pardubice.